# Götz Wiedenroth
Götz Wiedenroth (* 1965 in Bremen) ist ein deutscher Karikaturist aus Flensburg. 

## Leben
Wiedenroth machte zunächst eine Ausbildung zum Industriekaufmann bei der Daimler-Benz AG in Hamburg und absolvierte danach bis 1995 ein Diplom-Studium der Wirtschaftswissenschaften / BWL an der Nordischen Universität Flensburg und der Universität Kiel. Schon während des Studiums publizierte er 1989 erste Karikaturen in der Flensburger Lokalpresse. Seit seinem Abschluss arbeitet er als freier Karikaturist, Cartoonist, Illustrator und Zeichner und zeichnete u. a. für den Karikaturendienst der dpa-Tochter news aktuell in Hamburg (1995 bis 2001) und den Schleswig-Holsteinischen Zeitungsverlag (1996 bis 2016).

## Kritik
Für Aufsehen erregte eine von Wiedenroth für Mai 2017 geplante Ausstellung mit dem Titel „Lügenpresse – Fake News“ an der Europa-Universität Flensburg, die vonseiten der Hochschule abgesagt wurde. Die Begründung einer Sprecherin lautete, dass man entsetzt sei vom "Stürmer-Niveau" und dass die Universität "keinen Raum für antisemitische, fremden-, frauen- und islamfeindliche Inhalte" bieten wolle. Wiedenroth widersprach der Darstellung und sprach in dem Zusammenhang von "Verleumdung" und "Gesinnungsterror der politischen Korrektheit". Das Präsidium der Universität räumte ein, dass die ursprüngliche Zusage "ohne ernsthafte kuratorische Prüfung zustande gekommen" sei. Die taz berichtete von dem Vorfall und nannte Wiedenroths Karikaturen "Hetzbilder". Seine Karikaturen seien von "Hass gegen Grüne und SPD" geprägt und fänden vor allem auf rechten Seiten Zuspruch (z. B. eigentümlich frei und Pro Deutschland). Wiedenroth veröffentlichte die für die Ausstellung geplanten Karikaturen schließlich. Nach Einschätzung der Welt seien diese „verschwörungstheoretisch und radikal wirkend“.
Wie umstritten Wiedenroths Karikaturen sind, zeigt ein Fall, der auch vor Gericht verhandelt wurde und im Juni 2022 vor dem Bundesverfassungsgericht gelandet ist. Gegenstand ist die Verbreitung einer Wiedenroth-Karikatur mit dem Titel Impfen macht frei bei Facebook. Der Richter des Amtsgerichts Aichach verurteilte den Angeklagten wegen Verharmlosung des Holocaust und Volksverhetzung. Sowohl das Landgericht Augsburg als auch das Oberlandesgericht München bestätigten das Urteil. In dem Zusammenhang verweist die Aichacher Zeitung darauf, dass Wiedenroths Karikaturen häufig als "stark polarisierend", "populistisch" und "manchmal als grotesk" bezeichnet werden und spricht von einer "Grundsatzdebatte" darüber, "wo Meinungsfreiheit endet und Volksverhetzung beginnt".

## Auszeichnungen
- 1997, 2001 und 2008: Deutscher Preis für die politische Karikatur, verliehen durch die Akademie für Kommunikation in Baden-Württemberg, Stuttgart.